# Szydłowiecki
Szydłowiecki là một huyện thuộc tỉnh Mazowieckie của Ba Lan. Huyện có diện tích 452 km². Đến ngày 1 tháng 1 năm 2011, dân số của huyện là 39806 người và mật độ 88 người/km².